# Luis Fernando Giraldo Builes
Luis Fernando Giraldo Builes (Medellín siglo XX - Medellín 1983) fue un estudiante colombiano. Miembro del Ejército de Liberación Nacional (ELN). 

## Biografía
Estudio Antropología en la Universidad de Antioquia, de la cual se retiró para conducir taxi.

## Asesinato
Fue capturado el 17 de agosto de 1983, retenido por agentes de la Policía Nacional en el Barrio La Floresta de Medellín y el 20 de agosto de 1983 su cuerpo fue encontrado dinamitado, atado a un poste de energía, con huellas de tortura en el barrio Aranjuez de Medellín.
Dinamitado en Medellín, presuntamente por el F2, su caso estaba siendo investigado por Domingo Cuello Pertuz, quien fue asesinado y la investigación no se terminó.

## Homenajes
El ELN denomino a su Frente Urbano de Guerra en Medellín con su nombre.